# (10496) 1986 RK
1986 أر كي (ويعرف أيضًا باسم (10496) 1986 أر كي وفق تسمية الكوكب الصغير) (بالإنجليزية: 1986 RK)‏ هو كويكب ضمن حزام الكويكبات؛ وترتيبه 10496 من حيث الاكتشاف.
اكتُشف هذا الجُرم الفلكي بواسطة Poul Jensen (astronomer) ‏ في 11 سبتمبر 1986.

## وصلات خارجية
- (10496) 1986 RK في قاعدة بيانات مختبر الدفع النفاث لأجرام النظام الشمسي الصغيرة

- الاكتشاف · مخطط المدار ·  العناصر المدارية · المعلمات المادية

- (10496) 1986 RK على موقع ويكي سكاي: DSS2, SDSS, GALEX, IRAS, Hydrogen α, X-Ray, Astrophoto, Sky Map, Articles and images